# Construire l'homme
Construire l'homme est un essai spirituel et philosophique humaniste de Michel Quoist publié en 1997. Il est présenté comme le « testament spirituel » de l'auteur décédé la même année. Selon la quatrième de couverture, « Construire l'homme était en gestation depuis la sortie de Réussir, dont la première édition a été publiée en 1960 ».

## Contenu
Dans cet ouvrage structuré, l'auteur décrit la condition de l'homme (au sens générique) comme un être de relation 1° avec lui-même, 2° avec la nature et la collectivité humaine (dimension dite « horizontale »), 3° avec la « source de la vie » (dimension dite « verticale »).
La première dimension, dite « intérieure », comporte elle-même trois « étages », soit le physique, le sensible (émotions) et le « spirituel », soit les facultés intellectuelles. La dimension spirituelle au sens de « religieux » est distincte de ces trois étages. L'auteur prend soin de toujours décrire d'une part la situation de l'homme croyant ou non, et d'autre part la situation du croyant.
Pour l'auteur, l'homme est appelé à participer à la création en faisant s'épanouir toutes ses facultés des trois étages, sans les refouler (c'est-à-dire les empêcher de s'exprimer) ni les « défouler » (c'est-à-dire les laisser s'exacerber et se laisser mener par elles). Partageant de nombreuses caractéristiques de base avec les animaux, l'homme est appelé, dans sa vie, à s'« humaniser » (c'est-à-dire à cultiver ce qui le distingue de l'animal, soit la faculté de prendre conscience de sa situation et de se prendre en main) puis à se « personnaliser » (c'est-à-dire à prendre conscience de son caractère unique et précieux parmi tous les autres hommes).

## Style
Le style est simple et dépouillé, caractérisé par des phrases courtes et directes et de nombreuses énumérations par puces. L'ouvrage donne parfois l'impression d'un plan plus que d'une œuvre achevée. L'auteur précise lui-même dans son avertissement à ses « amis lecteurs » qu'« il ne s'agit pas d'un texte, mais de plusieurs moutures, rédigées au fur et à mesure des journées, de week-ends et de sessions plus récentes s'adressant à tout public ». Il signale aussi à quelques reprises le manque de temps qui l'empêche de développer certains points (à 75 ans, l'auteur est en fin de vie au moment de rédiger l'ouvrage). Il a choisi d'écrire son ouvrage au « tu » : « le tutoiement essaie ainsi de pallier le manque de contact direct avec les personnes ».

## Extraits
S'arrêter et prendre conscience, page 103
« – Si tu refuses, consciemment ou non, de VOIR toute la vie que tu as refoulée, cherches-en d'abord loyalement les raisons. Ce peut être en effet aussi, parce que :
- Tu penses qu'on peut tout oublier,
- Tu tentes de te persuader que ce n'est pas important,
- Tu te crois orgueilleusement capable de porter n'importe quelle charge,
- Tu refuses de reconnaître tes erreurs,
- Tu as peur de souffrir en réveillant de petites ou profondes blessures, etc. »

Orienter vers le don, pages 112-113

« – Comme pour la vie défoulée et peu à peu récupérée (cf. pages 91-97), il ne suffit pas de prendre conscience et d'accepter ce que tu as refoulé, mais il faut tout donner : l'événement lui-même ; le souvenir que tu en gardes et les personnes concernées ; les conséquences de cet événement pour toi et pour les autres ; ce que tu as ressenti et que tu ressens encore ; les sentiments et la souffrance engendrés ; et l'effort fourni pour transformer en fruits nourrissants ce qui était déchets enfouis. »

L'homme en relation avec tous les autres hommes, page 151
« Nous avons commencé de découvrir que l'homme dépasse l'homme de beaucoup, et que son fonctionnement et son développement, ne se réduisent pas aux étroites limites géographiques de son corps individuel. Disons dès maintenant qu'il est avec tous ses frères :
- sous son aspect physique, grand du corps Total de tout l'Univers
- sous son aspect psychique, grand du corps de toute l'Humanité
- et pour le chrétien, nous le verrons, sous son aspect mystique, avec Jésus et son Esprit Saint, grand du Corps du Christ. »